# 這不是真的魔法？
是美國超級英雄類型的網路影集《律師女浩克》的第四集，改編自漫威漫畫的角色女浩克。本集由梅麗莎·亨特（Melissa Hunter）編劇、凱特·寇伊若執導，为漫威電影宇宙的系列作品之一，與漫威電影宇宙系列電影處於同一架空世界和共同世界。
塔提阿娜·瑪斯蘭尼出演「女浩克」珍妮佛·華特斯，其他演員包括賈米拉·賈米爾、金潔·岡薩加、萊斯·寇伊若、黃凱旋、馬克·林-貝克和喬恩·巴斯。寇伊若於2020年9月加入並執導大部分集數。
〈這不是真的魔法？〉於2022年9月8日在Disney+首播，並獲得外界的積極評價，影評家稱讚王的角色塑造和他與麥蒂森的關係、劇本寫作、人物塑造和動作場景。飾演麥蒂森的帕蒂·古根海姆成為了本劇的突出角色。

## 劇情
一名曾經因為濫用秘術而被卡瑪泰姬開除的魔術師烈焰唐尼（Donny Blaze）在一場表演中意外將一位名叫麥蒂森的觀眾送到了另一個維度，一頭霧水的麥蒂森在與惡魔達成交易後被傳送到「至尊魔法師」王在卡瑪泰姬的家中。表示希望控告唐尼的王尋求「女浩克」珍妮佛·華特斯的幫助，因為唐尼違反了卡瑪泰姬的核心原則：絕不為了謀取私利或在缺乏妥當安全措施的情況下使用秘術。華特斯意識到自己能藉此在法律界創下先例，於是便向王伸出援手。與此同時，希望擴大社交生活的華特斯註冊了一個網上交友程式，但直至將資料更改為女浩克才真正成功。唐尼在一個表演中意外釋放了一群惡魔，王和華特斯立即控制了場面，華特斯威脅唐尼遵守她的停終命令。隔天，華特斯得知獲釋的泰坦妮亞因為她使用“女浩克”之名而控告她侵害商標權。

## 製作

### 開發
2019年8月，漫威影業宣布將開發以「女浩克」珍妮佛·華特斯為主角的串流媒體平台Disney+電視劇。2020年9月，凱特·寇伊若被聘執導首播集、最終集和另外四集，並擔當執行製片人。在劇集最初開始開發劇本時，珍妮佛·華特斯的起源故事放在了第四集中，其後才改為第一集。除了寇伊若與首席編劇高揚外，執行製片人還包括漫威影業總裁凱文·費吉與執行官布拉德·溫德鮑姆，以及路易斯·德·埃斯波西托和維多利亞·阿朗素。名為「這不是真的魔法？」（Is This Not Real Magic?）的第四集由梅麗莎·亨特（Melissa Hunter）編劇，並於2022年9月8日在Disney+首播。

### 劇本
高揚希望劇集含有性積極的元素，並希望探索珍妮佛·華特斯在成為女浩克後的感情生活，並指出華特斯和女浩克會被不同類型的男人所吸引，而且她們會受到不同的對待。她認為華特斯在以女浩克的身份與約會對象發生一夜情後，卻在第二天早上發現他對自己不感興趣，會是對華特斯“毀滅性的突然打擊”。觀眾在整集中都相信他是華特斯“完美的約會對象”，但當“現實的冷酷真相來襲時，對她來說實在是太可怕了，而你真的會為她心碎”。高揚認為該場景中瑪斯蘭尼的演出細緻入微，並有助於提高該場景的質量。
高揚喜歡在發掘西方流行文化的一集中加入王，並感覺把他和麥蒂森放在一起是“非常神奇，因為他是一個嚴肅的人，而他卻要與這個截然相反的人在一起”。成為本劇突出角色的麥蒂森僅出現在本集中，高揚解釋道本季的劇本是在帕蒂·古根海姆被選角前完成的，又表示假如自己得知古根海姆將出演該角色就會增加其劇份。古根海姆讚賞編劇團隊在她被選角前已塑造了麥蒂森的個性，如該角色如何拼出其名以及以“王仔”（Wongers）稱呼王，而她亦因此清楚了解到該角色的定位。本集確立了妮琪·拉莫斯的酷兒形象。飾演者金潔·岡薩加認為確立她的性取向很重要，並補充說拉莫斯是一個“已經知道自己身份和戀愛對象的人，而且她沒有設下任何界限或束縛自己。她沒有為自己定立任何規則”。她還認為拉莫斯在鼓勵華特斯“接納自己的獨特性和與眾不同”。

### 選角
本集的主要角色包括塔提阿娜·瑪斯蘭尼飾演的「女浩克」珍妮佛·華特斯、金潔·岡薩加飾演的妮琪·拉莫斯（Nikki Ramos）、萊斯·寇伊若飾演的烈焰唐尼（Donny Blaze）、黃凱旋飾演的「至尊魔法師」王、喬恩·巴斯飾演的托德·菲爾普斯（Todd Phelps）、賈米拉·賈米爾飾演的「泰坦妮亞」瑪麗·麥克菲藍與馬克·林-貝克飾演的莫里斯·華特斯（Morris Walters）:29:50–30:13。其他角色包括帕蒂·古根海姆飾演的麥蒂森·金、里昂·拉馬爾（Leon Lamar）飾演的哥尼流·P·威洛斯（Cornelius P. Willows）、賴恩·鮑爾斯（Ryan Powers）飾演的亞倫（Alan）、麥克·貝尼茨（Mike Benitz）飾演的漢克·桑德森（Hank Sanderson）:31:52、大衛·奧騰加飾演的戴瑞克（Derek）和米謝·庫列爾（Michel Curiel）飾演的阿瑟（Arthur）。新聞主播阿曼達·薩拉斯（Amanda Salas）和鮑伯·德卡斯特羅（Bob DeCastro）飾演他們自己:31:52。

### 拍攝
主體拍攝在喬治亞州亞特蘭大的三石製片廠開機。凱特·寇伊若擔當導演，弗洛里安·巴爾豪斯擔當攝影指導。萊斯·寇伊若向一名技術顧問和現場魔術師學習戲法魔術，寇伊若認為這些魔術與卡瑪泰姬的魔法很相配。他還與特技團隊在漂浮鏡頭和其他魔術場景的方面合作，並感覺他們在準備過程中發現和在拍攝過程中完成的“自發時刻”，例如王把球從嘴里拉出來的把戲以及兔子出現在法庭上，令這一集“非常令人滿意”。拉馬爾也有即興創作，凱特·寇伊若亦在拍攝期間給了他許多台詞，而且它們是沒有事先編寫的。在片尾彩蛋中，麥蒂森和王討論他們最喜歡的酒精飲料，該場景並不在最初的劇本中，凱特·寇伊若表示這些場景出現是因為演員的“喜劇化學”，而創作團隊決定要拍下這些場景。二人“花了大約半小時”討論早午餐的場景亦進行了拍攝，以供考慮作為片尾彩蛋。

### 特效
後期特效製作公司包括數字王國、维塔数码、韋利公司（Wylie Co）、SDFX工作室、 以及 :32:58–33:20。

### 音樂
作曲家艾米·達赫蒂喜歡為唐尼創作主題，並能在女浩克與他在一起的時候將兩者的主題結合起來，例如在本集結尾的戰鬥中。阿拉巴馬3的歌曲、的歌曲、失竊新星（Stolen Nova）的歌曲、HLM的歌曲、Jessi的歌曲、克里斯·洛夫（Chris Love）的歌曲、薛達莎·科斯拉的歌曲、科爾·西蒙（Cole Simon）的歌曲和貝琳達·卡萊爾的歌曲出現於本集之中:33:34–33:38。

## 市場營銷
本集中隱藏的QR碼彩蛋可以連結至漫威漫畫官網相關頁面，免費在線閱讀《西海岸復仇者》Annual#4。本集上線之後，漫威開始在「漫威必備」（Marvel Must Haves）一站式網絡商店中出售與《律師女浩克》相關的周邊產品，包括王的Funko Pop人偶、女浩克狗咬玩具、女浩克與惡煞的服裝，以及女浩克貼紙。

## 發行
〈這不是真的魔法？〉於2022年9月8日在Disney+首播。

## 迴響

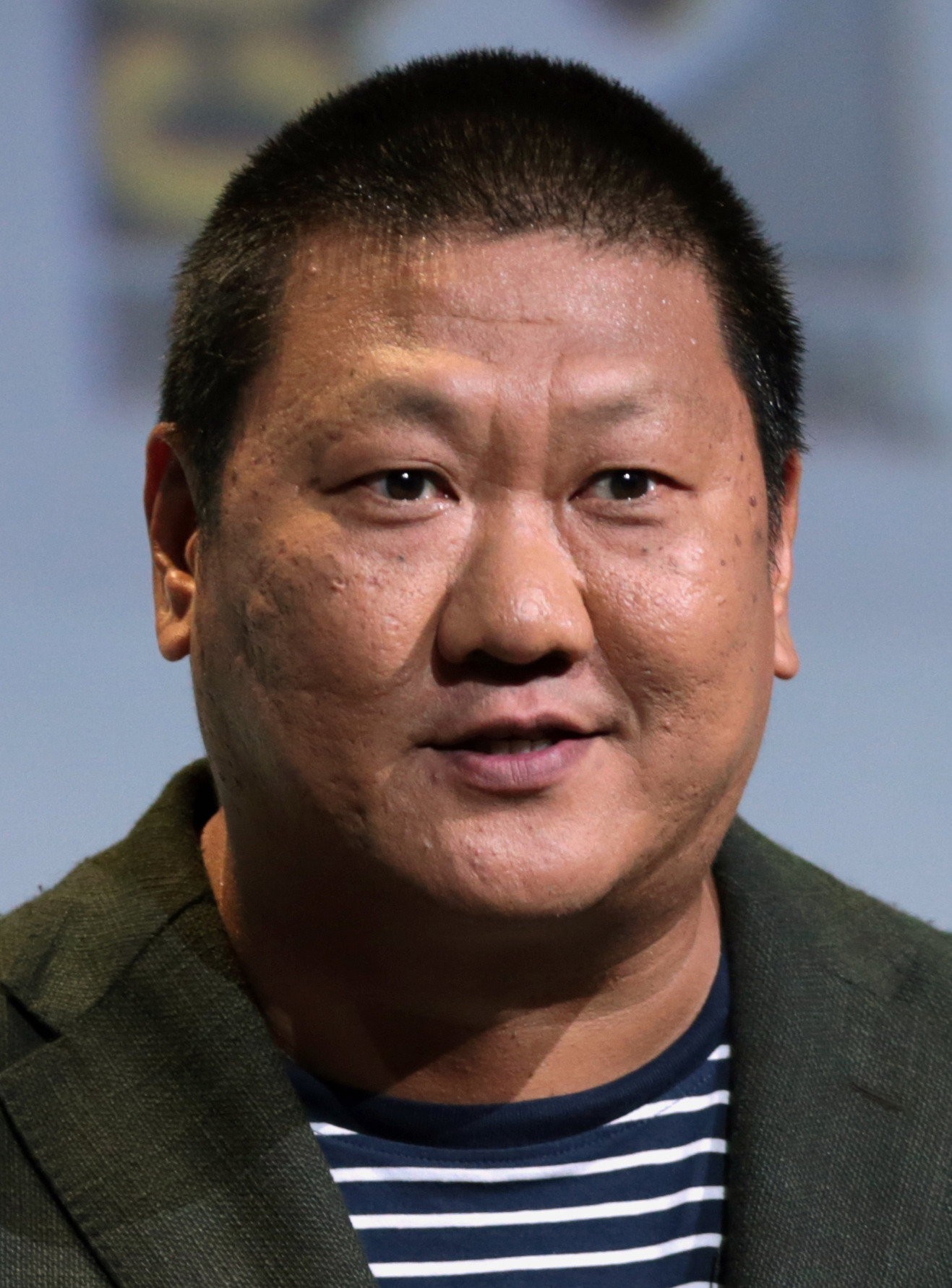
輿論稱讚黃凱旋的演出以及他所飾演的「至尊魔法師」王與帕蒂·古根海姆所飾演的麥蒂森·金（Madisynn King）之間的化學作用

### 觀眾收視
據衡量美國觀眾觀看電視分鐘數的《尼爾森媒體研究》調查，《律師女浩克》在2022年9月5日至11日當周以4.93億分鐘觀看量在串流媒體中排第五，比上一週上升了4%。根據查看美英串流媒體觀看數據的串流影視搜索引擎，《律師女浩克》是2022年9月9日當週收視率第九高的劇集。

### 評價
根据評論匯總网站爛番茄汇总的119篇评论文章，87%的评论家给予本集正面评价，平均打分为7.4分（满分10分）。

### 榮譽
古根海姆因其在本集中的演出而獲頒2022年9月5日當周的《TVLine》“本週演出者”榮譽獎。該網站稱古根海姆“讓這位派對女孩在講話和語調的節奏方面滑稽地突出”，並特別指出了她的法庭場景，最後總結道：“古根海姆所飾演的麥蒂森是一段時間裏漫威電影宇宙中第一批真正現代化的角色之一——無論好壞都感覺真實，沒有經過小心翼翼的注塑成型以達到死記硬背的目的。她不是科學家、也不是醫生、也不是超能力者，她只是一位來自佛羅里達的女孩，滿足於與她的王仔一起分享爆米花和《這就是我們》式狂歡。”此外，古根海姆亦獲提名為其獎項的“最佳電視首次登場”。

## 資料來源
1. ↑  Couch, Aaron. . The Hollywood Reporter. 2019-08-23  [2019-08-23]. （原始内容存档于2019-08-23）.
2. 1 2  Parker, Ryan. . The Hollywood Reporter. 2022-05-17  [2022-05-17]. （原始内容存档于2022-05-18）.
3. 1 2  Kroll, Justin. . Deadline Hollywood. 2020-09-15  [2020-09-15]. （原始内容存档于2020-09-15） （美国英语）.
4. 1 2  Villei, Matt. . Collider. 2022-05-17  [2022-05-18]. （原始内容存档于2022-05-18）.
5. 1 2 3  Radish, Christina. . Collider. 2022-08-23  [2022-08-24]. （原始内容存档于2022-08-24）.
6. ↑  Bojalad, Alec. . Den of Geek（英语：Den of Geek）. 2022-09-08  [2022-09-11]. （原始内容存档于2022-09-09）.
7. ↑  . WGAW（英语：Writers Guild of America West）.   [2022-08-06]. （原始内容存档于2022-08-06）.
8. 1 2  Mitovich, Matt Webb. . TVLine. 2022-09-11  [2022-09-11]. （原始内容存档于2022-09-12）.
9. ↑  Mitovich, Matt Webb. . TVLine. 2022-10-15  [2022-10-16]. （原始内容存档于2022-10-16）.
10. 1 2  Kleinman, Jake. . Inverse（英语：Inverse (website)）. 2022-12-21  [2023-01-01]. （原始内容存档于2022-12-22）.
11. ↑  West, Amy. . Total Film. GamesRadar+. 2022-09-08  [2022-09-10]. （原始内容存档于2022-09-08）.
12. 1 2  Lussier, Germain. . Gizmodo. 2022-09-08  [2022-09-11]. （原始内容存档于2022-09-09）.
13. ↑  Emberwing, Amelia. . IGN. 2022-09-08  [2022-09-11]. （原始内容存档于2022-09-09）.
14. 1 2 3 4 5  Hunter, Melissa. . . 第1季. 第4集. 2022-09-08  [2022-09-12]. Disney+. （原始内容存档于2022-10-16）. End credits begin at 28:36.
15. ↑  Loftus, Meredith. . Collider. 2022-09-08  [2022-09-10]. （原始内容存档于2022-09-09）.
16. 1 2 3 4  Odman, Sydney. . The Hollywood Reporter. 2022-09-08  [2022-09-11]. （原始内容存档于2022-09-09）.
17. ↑  Casey, Connor. . ComicBook.com. 2022-09-08  [2022-09-10]. （原始内容存档于2022-09-08）.
18. ↑  Paz, Maggie Dela. . ComingSoon.net. 2021-04-13  [2021-04-13]. （原始内容存档于2021-04-13）.
19. ↑  Darwish, Meaghan. . TV Insider. 2022-09-08  [2022-09-10]. （原始内容存档于2022-09-09）.
20. ↑  Frei, Vincent. . Art of VFX. 2022-08-12  [2022-08-18]. （原始内容存档于2022-08-04）.
21. ↑  Combemale, Leslie. . The Credits. 2022-09-29  [2022-09-30]. （原始内容存档于2022-10-01）.
22. ↑  Anderson, Jenna. . ComicBook.com. 2022-09-09  [2022-09-10]. （原始内容存档于2022-09-10）.
23. ↑  Paige, Rachel. . Marvel.com. 2022-09-09  [2022-09-10]. （原始内容存档于2022-09-10）.
24. ↑  Porter, Rick. . The Hollywood Reporter. 2022-10-06  [2022-10-08]. （原始内容存档于2022-10-06）.
25. ↑  . Mashable. 2022-09-09  [2022-10-04]. （原始内容存档于2022-10-02）.
26. ↑  . Rotten Tomatoes. Fandango Media.
27. ↑  . TVLine. 2022-09-10  [2022-09-11]. （原始内容存档于2022-09-11）.
28. ↑  Outlaw, Kofi. . ComicBook.com. 2022-12-30  [2023-01-01]. （原始内容存档于2023-01-01）.

## 外部連結
- 互联网电影数据库上這不是真的魔法？的资料（英文）
- 漫威官網提供的本集回顧 （页面存档备份，存于）